# Pimelodella itapicuruensis
Pimelodella itapicuruensis är en fiskart som beskrevs av Eigenmann, 1917. Pimelodella itapicuruensis ingår i släktet Pimelodella och familjen Heptapteridae. Inga underarter finns listade i Catalogue of Life.